# Diego González Cabanes
Diego González Cabanes (Vila-real, Castelló, 7 de mayo de 1999) es un futbolista español que juega como defensa central en la S.D. Huesca de la Segunda División.

## Trayectoria
Diego es un defensa central nacido en Vila-real, Castelló, formado en las categorías inferiores del Villarreal Club de Fútbol hasta la época de cadetes y fichó por Club Deportivo Almazora hasta 2017, cuando ingresó en el juvenil del Real Betis Balompié.
En la temporada 2018-19, formaría parte de la plantilla del Betis Deportivo Balompié de la Tercera División de España.
El 29 de julio de 2019, firma por dos temporadas con la UE Llagostera de la Segunda División B de España.
El 21 de julio de 2021, firma por el FC Andorra de la Primera División RFEF con el que lograría el ascenso a la Segunda División de España, tras acabar en primera posición del Grupo II de la Primera División RFEF. Su aportación sería de 25 partidos en liga y uno de Copa del Rey, en los que anotaría un gol.
El 28 de julio de 2022, Diego es cedido a la CD Eldense de la Primera División RFEF, durante una temporada por el FC Andorra.

## Clubes
| Club                     | País   | Año       |
| ------------------------ | ------ | --------- |
| Betis Deportivo Balompié | España | 2018-2019 |
| UE Llagostera            | España | 2019-2021 |
| FC Andorra               | España | 2021-act. |
| CD Eldense (cedido)      | España | 2022-2023 |